# Чернопятовский сельсовет
Чернопятовский сельсовет — муниципальное образование со статусом сельского поселения и административно-территориальное образование в Павловском районе Алтайского края России. Административный центр — село Чернопятово.

## Население
| 1997 | 1998 | 1999 | 2000 | 2001 | 2002 |
| ---- | ---- | ---- | ---- | ---- | ---- |
| 914  | ↘909 | ↗920 | ↗926 | ↗971 | ↘798 |
| 2003 | 2004 | 2005 | 2006 | 2007 | 2008 |
| ↗818 | ↘779 | ↘768 | ↗810 | ↘776 | ↗780 |
| 2009 | 2010 | 2011 | 2012 | 2013 | 2014 |
| ↗803 | ↘649 | ↗650 | →650 | ↗672 | ↗675 |
| 2015 | 2016 | 2017 | 2018 | 2019 | 2020 |
| ↘667 | ↘665 | ↘648 | ↗657 | ↘647 | ↘646 |
| 2021 |      |      |      |      |      |
| ↘641 |      |      |      |      |      |

По результатам Всероссийской переписи населения 2010 года, численность населения муниципального образования составила 649 человек, в том числе 298 мужчин и 351 женщина. Оценка Росстата на 1 января 2012 года — 650 человек.

## Населённые пункты
В состав сельского поселения входит 2 населённых пункта:
- село Касмала,
- село Чернопятово.